# Baby Did a Bad, Bad Thing
Baby Did Bad, Bad Thingé uma canção de batida animada ao mesmo tempo com tons de erotismo do cantor Chris Isaak que fez parte da trilha sonora do filme de Stanley Kubrick, De Olhos Bem Fechados, (Eyes Wide Shut). O clip sensual é estrelado por Chris Isaak e a top model e atriz francesa Laetitia Casta.